# Aeonium candelariense
Aeonium candelariense är en fetbladsväxtart som beskrevs av Bañares. Aeonium candelariense ingår i släktet Aeonium och familjen fetbladsväxter. Inga underarter finns listade i Catalogue of Life.